# Men in Black: The Series – Crashdown
Men in Black: The Series – Crashdown ist ein Videospiel, das auf die Zeichentrickserie Men in Black: Die Serie basiert.

## Spielprinzip
Die Geschichte des Spiels dreht sich um außerirdische Terroristen, die in New York City Schaden anrichten. Der Spieler kann die Charaktere Agent J und Agent K spielen, die die versuchte Alien-Invasion stoppen müssen. Das Spiel ist ein Ego-Shooter, der aus 26 Levels besteht. Für jedes Level werden dem Spieler Karten zur Verfügung gestellt. Agent Z, der Anführer der Organisation „Men in Black“, informiert den Spieler in Zwischensequenzen, die zwischen den Levels erscheinen. Die Sprachausgabe erfolgt während der Zwischensequenzen. Und in jedem Level müssen die Spieler verschiedene Ziele erreichen, darunter das Lösen vieler Rätsel.
Der Spieler muss sich gegen verschiedene außerirdische Feinde verteidigen. Wenn der Spieler einen unschuldigen Zuschauer tötet oder ein Ziel nicht erreicht, endet das Level und der Spieler muss ein Level von vorne beginnen. Der Spieler beginnt das Spiel mit einer Pistolen-ähnlichen Waffe. Im Verlauf des Spiels rüstet der Spieler auf stärkere Waffen auf, darunter das Noisy Cricket aus dem Film. Anstatt Munitionsklammern zu verwenden, muss der Spieler Waffen an Ladestationen nachladen, die über jedes Level verteilt sind und als Objekte wie Münztelefone, Geldautomaten und Verkaufsautomaten getarnt sind.

## Entwicklung
Im Mai 2001 gab Infogrames während der Electronic Entertainment Expo (E3) bekannt, dass sie ein Spiel Men in Black-Spiel entwickeln würden, welches auf die Zeichentrickserie basiert. Entwickelt wurde das Spiel von Runecraft. Am 20. November 2001 wurde das Spiel veröffentlicht.

## Rezeption
Das Spiel erhielt laut Metacritic durchschnittliche Kritiken und bekam eine Punktzahl von 59/100. Computer and Video Games schrieb: „Für ein bisschen gedankenloses Lösen von Missionen und das Sprengen von Außerirdischen ist das einen Blick wert.“ Suzi Sez von GameZone hielt das Spiel und seine Grafik für „etwas über dem Durchschnitt“, schrieb aber: „Die Sprachausgabe war ziemlich anständig und die Musik insgesamt war besser als der Durchschnitt.“
Tina Bradley von Gamezilla lobte die „amüsanten“ Zwischensequenzen und Soundeffekte des Spiels und nannte es eines der besseren Men-in-Black-Spiele. Allerdings kritisierte Bradley das Spiel dafür, dass es „viele Elemente aus den Alien-Franchise gestohlen“ habe, von den „feindlichen Gegnern bis zum Radarwarner“. Bradley hielt das Gameplay für gut, aber „keineswegs bahnbrechend.“